# Pa di
Pour l’article ayant un titre homophone, voir PADI.
Le pa di (ou padi, autonyme pa31zi31) est une langue taï-kadaï, parlée dans en Chine et dans le nord du Viêt Nam.

## Répartition géographique
Les locuteurs vietnamiens du pa di, au nombre de 300, résident dans  le district de Mường Khương de la province de Lào Cai. En Chine, les Pa Di vivent dans les xian autonomes yao de Hekou et miao, yao et dai de Jinping, situés dans la Préfecture autonome hani et yi de Honghe du Yunnan.

## Classification
Le pa di appartient au sous-groupe des langues taï du Sud-Ouest, rattaché aux langues taï au sein de la famille taï-kadaï.

## Sources
- (en) David Bradley, 2007, East and Southeast Asia dans christopher Moseley (éditeur) Encyclopedia of the world’s endangered languages, pp. 349-424, Milton Park, Routledge.
- (en) Jerold A. Edmondson, Lesser Known Languages of Northern Vietnam.